# Rondon Pacheco
Rondon Pacheco (Uberlândia, 31 de julho de 1919 - Uberlândia, 4 de julho de 2016) foi um político brasileiro, Governador do Estado de Minas Gerais entre 15 de março de 1971 e 15 de março de 1975, eleito pela Assembleia Legislativa do Estado, em votação indireta, no contexto da vigência do AI-4. Também foi chefe do Gabinete Civil do presidente Artur da Costa e Silva, deputado estadual e deputado federal.

## Biografia
Nasceu em Uberlândia no ano de 1919 e era filho de Raulino Cotta Pacheco e Nicolina dos Santos Pacheco. Iniciou o curso de Direito na terra natal e, em seguida, foi para a capital Belo Horizonte onde concluiu os estudos, advogou e iniciou a carreira pública.

### Carreira política

Em 1959.

Começou a vida política ainda estudante da Faculdade de Direito da UMG, hoje UFMG, quando em 1942, foi Presidente do CAAP - Centro Acadêmico Afonso Pena - uma das mais tradicionais entidades estudantis do Brasil e a mais antiga de Minas Gerais, combatendo o Estado Novo no período da ditadura do ex-presidente Getúlio Vargas. Participou da elaboração do Manifesto dos Mineiros de 24 de outubro de 1943 em defesa da redemocratização e do fim do Estado Novo. Concluído o bacharelado em Direito advogou no escritório de Abílio Machado junto com nomes como Pedro Aleixo.
Foi um dos fundadores da União Democrática Nacional, em 1945. Em 1947 foi eleito para a Assembléia Legislativa de Minas Gerais como Constituinte Estadual. Foi eleito deputado federal em 1950, foi releito sucessivamente e permaneceu no congresso até 1967, quando foi para a casa civil da presidência.
Na década de 1960, havia se aliado a movimentos conservadores que apoiaram a destituição do presidente João Goulart, foi uma das lideranças civis do regime militar.  Era porém considerado uma figura incômoda pela linha dura do regime militar. O chefe do Gabinete Civil do presidente Costa e Silva foi quem sentou com o ministro da Justiça, Gama e Silva, antes da reunião do Conselho de Segurança e retirou os pontos mais duros da primeira proposta do Ato Institucional nº 5. Entre os itens que foram modificados, estava o fechamento do Congresso e do Supremo Tribunal Federal.
Rondon Pacheco, chefe do Gabinete Civil, acompanhou o tom ponderado do seu conterrâneo e antigo companheiro político Pedro Aleixo, vice-presidente da República.
Foi um dos votos mais reticentes. Declarou, durante a reunião do Conselho de Segurança, que não teve "outro rumo a tomar, outro caminho a escolher" senão o de aceitar o ato. Quando o presidente ia passar para outro ministro, Pacheco pediu de volta o direito de fala e fez outra ponderação - propôs um prazo de um ano para a vigência do ato, mas infelizmente o Conselho de Segurança aprovou o AI-5 sem a determinação do prazo de um ano proposto por Rondon Pacheco.
Em 14 de agosto de 1969 pelo decreto lei 762 criou a Universidade de Uberlândia (UnU) posteriormente Universidade Federal de Uberlândia quando foi ministro-chefe do gabinete do presidente Arthur da Costa e Silva. No afastamento deste por doença, permaneceu no Gabinete Civil e teve participação na regulamentação das profissões de Fisioterapeuta e de Terapeuta Ocupacional ao encaminhar para assinatura dos componentes da Junta militar de 1969 em 13 de outubro o Decreto-Lei 938, duas semanas antes da posse do presidente Médici. 
Em 3 de outubro de 1970 foi eleito Governador de Minas Gerais pela Assembleia Legislativa, assumindo o cargo em 15 de março de 1971.
Como Governador de Minas Gerais implantou a fábrica a Fiat Automóveis S.A. na década de 70. Antes de tomar posse, visitou Gianni Agnelli (1921-2003), presidente da Fiat, em Turim, dando início a negociações que culminaram com a assinatura, em 14 de março de 1973, do "Acordo de Comunhão de Interesses para a implantação de uma indústria automobilística em Betim, Minas Gerais". O primeiro presidente da empresa foi o engenheiro Adolfo Neves Martins da Costa.

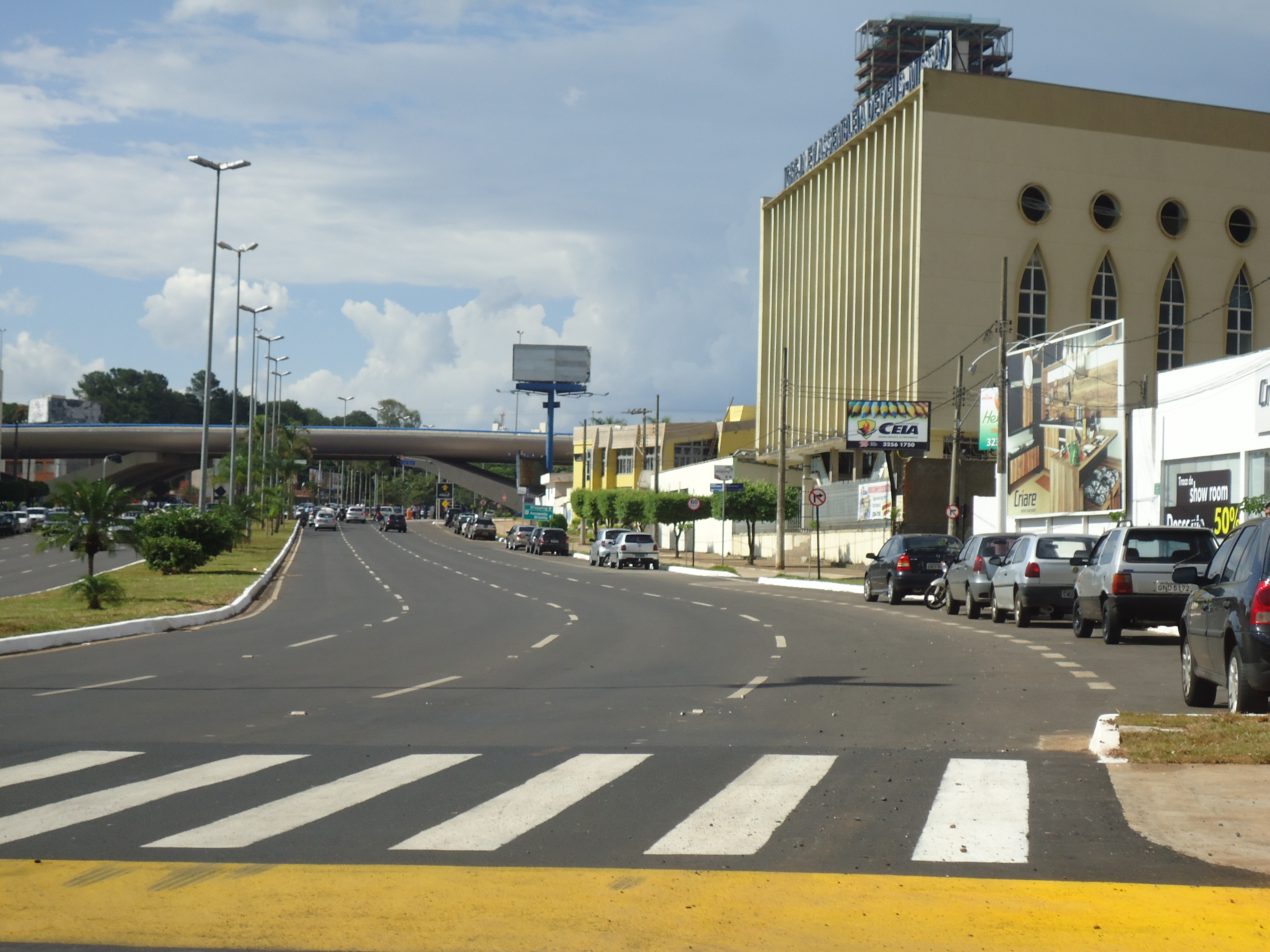
Av. Rondon Pacheco, próximo a Av. João Naves de Ávila, no bairro Santa Maria, na Zona Sul de Uberlândia

Três anos depois, em 9 de julho de 1976, a fábrica era inaugurada, com a presença de Agnelli e do então presidente brasileiro Ernesto Geisel. A Fiat brasileira é até hoje líder de mercado no Brasil, a maior indústria de Minas Gerais e a maior fábrica da Fiat em todo o mundo.
Com a extinção do bipartidarismo, se filiou ao PDS e em 1982 se elegeu deputado federal novamente. Foi um dos 113 deputados ausentes na votação da Emenda Dante de Oliveira em 1984 que  propunha Eleições Diretas para Presidência da República, faltaram vinte e dois votos para a emenda ser aprovada.
Em 1986 se candidatou ao senado, experimentando sua primeira derrota política.

### Morte
Morreu em sua residência na cidade de Uberlândia, aos 96 anos, após uma longa internação para tratar uma pneumonia. Até então é o governador mais longevo da história de Minas Gerais.

## Homenagens
- Uma das principais avenidas de Uberlândia, Minas Gerais, Brasil recebeu o nome do Governador: Avenida Governador Rondon Pacheco, mais chamada de Avenida Rondon Pacheco ou simplesmente Rondon.
- Em Araguari, Minas Gerais, Brasil, o Parque de Exposições da cidade ganhou o nome de Rondon Pacheco.[8]
- Existe também em Uberlândia o Teatro Rondon Pacheco.[9]